# Нойз-поп
Нойз-поп (англ. noise pop) — поджанр альтернативного и инди-рока, возникший в середине 1980-х годов в Великобритании и США. Этот жанр характеризуется сочетанием диссонирующего шума, гитарной обратной связи и мелодичности, характерной для поп-музыки. Нойз-поп стал основой для другого жанра — шугейзинга, который также появился в 1980-х годах и развивался параллельно.

## История и характеристика
По определению AllMusic, нойз-поп представляет собой «точку на полпути между бабблгамом и авангардом» — смесь традиционного поп-песенного мастерства с экспериментальными звуками, такими как белый шум, искажённые гитары и дроны. Этот стиль «часто обладает туманным, наркотическим ощущением, когда мелодии словно дрейфуют сквозь вихри гитарных текстур. Однако он также может быть ярким и энергичным или резким и провокационным».
Ранние корни жанра прослеживаются в творчестве группы Velvet Underground, которая экспериментировала с обратной связью и искажением звука на своих ранних альбомах.

## Предшественники и развитие жанра
Американские альтернативные рок-группы, такие как Sonic Youth, Yo La Tengo, Hüsker Dü и Dinosaur Jr., смешивали структуры поп-песен с экстремальным гитарным дисторшном и обратной связью, став предшественниками нойз-попа. Дебютный альбом группы The Jesus and Mary Chain 1985 года, Psychocandy, считается архетипом жанра. По мнению AllMusic, этот альбом «во многом породил стиль». 
Карим Эстефан из Stylus Magazine отметил, что Psychocandy «преобразил использование дисторшна в инди-роке, сочетая визжащий звук с запоминающимися мелодиями 1980-х».

## Влияние на шугейзинг
В конце 1980-х годов нойз-поп стал одним из ключевых источников вдохновения для британского движения шугейзинга. Под влиянием The Jesus and Mary Chain группа My Bloody Valentine начала экспериментировать с сочетанием поп-музыки 1960-х и нойза на своём мини-альбоме The New Record by My Bloody Valentine, заложив основы для их будущего звучания в стиле шугейзинг. 
Нойз-поп продолжал оказывать влияние на инди-рок-сцену вплоть до 1990-х годов.